# Synchytrium fulgens
Synchytrium fulgens är en svampart som beskrevs av J. Schröt. 1873. Synchytrium fulgens ingår i släktet Synchytrium och familjen Synchytriaceae.   Inga underarter finns listade i Catalogue of Life.